# Бакалда (Кировская область)
 Бакалда  — деревня в Яранском районе Кировской области в составе Шкаланского сельского поселения.

## География
Расположена на расстоянии примерно 12 км по прямой на юг от города Яранск.

## История
Известна с 1891 года как починок Большая Бакалда, в 1905 году здесь дворов 18 и жителей 113, в 1926 (Большая Бокалда) 27 и 143, в 1950 (Бакалда) 25 и 117, в 1989 году 54 жителя. Работал колхоз «Красный Октябрь».

## Население
Постоянное население составляло 31 человек (русские 97%) в 2002 году, 16 в 2010.